# Onthophagus nigerrimus
Onthophagus nigerrimus es una especie de insecto del género Onthophagus, familia Scarabaeidae, orden Coleoptera.

## Historia
Fue descrita científicamente por Kolbe en 1893.